# سی میکرو
سی میکرو (به انگلیسی: SeaMicro) شرکت تولید محصولات سرور (رایانه) که خود زیر مجموعهٔ شرکت ای ام دی می‌باشد.

## تاریخچه
این شرکت در ژوئیه سال ۲۰۰۷ توسط اندرو فلدمن، آنیل رائو، گری لاترباخ تأسیس شد.
این شرکت در سال ۲۰۱۲ توسط ای ام دی به قیمت ۳۳۴ میلیون دلار خریداری شد.
از مشتریان مهمی که سی میکرو، خدمات رایانش ابری و سرور به آن ارائه می‌دهد، شرکت مخابراتی وریزون می‌باشد.